# Tepalcingo (kommun)
Tepalcingo är en kommun i Mexiko.   Den ligger i delstaten Morelos, i den sydöstra delen av landet, 100 km söder om huvudstaden Mexico City. Antalet invånare är 24 133.
Följande samhällen finns i Tepalcingo:
- Tepalcingo
- Zacapalco
- Ixtlilco el Chico
- Adolfo López Mateos
- Cruz de Jaramalla
- Los Sauces
- El Tepehuaje